# Pierce (Idaho)
Pierce – miasto w Stanach Zjednoczonych, w stanie Idaho, w hrabstwie Clearwater.